# Jean Billeter
Pour les articles homonymes, voir Billeter.
Jean Billeter, né en 1947 à Morges, est un romancier et poète vaudois.

## Biographie
Jean Billeter grandit à Morges (au numéro 69 de la Grand-Rue) dans une pharmacie rachetée par son père à la famille Soutter. Le hasard fait qu'il dormait dans la chambre du fils de cette famille, le peintre Louis Soutter. Ses premiers poèmes sont publiés par la revue Écriture de Bertil Galland (1980). En 2005, il publie un premier roman Dans la chambre du pornographe, livre dans lequel il exorcise ses rapports avec son père très religieux et puritain. En 2007, paraît aux Éditions Jacqueline Chambon, Raspoutine et la biche fauve, suivi par Parfois si louve... (J. Chambon, 2008).
Le 24 décembre 1982 il part de Lausanne à moto, avec une remorque, pour traverser la France, le Sahara et aboutir à Ouagadougou peu avant le coup d'état du capitaine Sankara.

## Œuvres
- Dans la chambre du pornographe : roman  (trad. de l'espagnol), Rodez, J. Chambon, 2005, 213 p. (ISBN 2-87711-282-9)
- Raspoutine et la Biche Fauve, 2007 (ISBN 978-2-87711-314-4 et 2-87711-314-0)
- Parfois si louve..., Paris, J. Chambon, 2008, 134 p. (ISBN 978-2-7427-7273-5, BNF 41196495)
- Les Anciens Dieux blancs de la brousse : roman, Paris, Fayard, 2011, 446 p. (ISBN 978-2-213-66190-2)
- Un cantique suisse : roman, Paris, Fayard, 2013, 251 p. (ISBN 978-2-213-67108-6)

## Sources
- « Jean Billeter », sur la base de données des personnalités vaudoises sur la plateforme « Patrinum » de la Bibliothèque cantonale et universitaire de Lausanne.
- 24 Heures, 2005/02/04, & 2005/03/14